# Facharzt für Innere Medizin und Hämatologie und Onkologie
Facharzt für Innere Medizin und Hämatologie und Onkologie, auch Hämatologe und Onkologe/Hämatologin und Onkologin, ist in Deutschland die offizielle Bezeichnung für einen Facharzt, der sich auf die ärztliche Tätigkeit im Bereich Hämatologie und Onkologie des Gebietes Innere Medizin spezialisiert hat.

## Gebietsdefinition Innere Medizin
Nach der deutschen Muster-Weiterbildungsordnung 2018 umfasst das Gebiet Innere Medizin die Vorbeugung, (Früh-)Erkennung, konservative und interventionelle Behandlung sowie Rehabilitation und Nachsorge der Gesundheitsstörungen einschließlich geriatrischer Krankheiten und Erkrankungen der Atmungsorgane, des Herzens und Kreislaufs, der Verdauungsorgane, der Nieren und ableitenden Harnwege, des Blutes und der blutbildenden Organe, des Gefäßsystems, des Stoffwechsels und der inneren Sekretion, des Immunsystems, des Stütz- und Bindegewebes, der Infektionskrankheiten und Vergiftungen sowie der soliden Tumore und der hämatologischen Neoplasien. Das Gebiet umfasst auch die Gesundheitsförderung und die Betreuung unter Berücksichtigung der somatischen, psychischen und sozialen Wechselwirkungen und die interdisziplinäre Koordination der an der gesundheitlichen Betreuung beteiligten Personen und Institutionen.

## Facharzt-Weiterbildung Innere Medizin und Hämatologie und Onkologie
Um in Deutschland als Facharzt für Innere Medizin und Hämatologie und Onkologie tätig werden zu können, muss nach dem Abschluss eines Medizinstudiums und erteilter Approbation als Arzt
- eine mindestens 72 Monate dauernde Weiterbildung im Gebiet Innere Medizin an zugelassenen Weiterbildungsstätten absolviert werden, davon müssen abgeleistet werden:
- 36 Monate in Innerer Medizin und Hämatologie und Onkologie, davon
  - 24 Monate in der stationären Patientenversorgung,
- 24 Monate in mindestens zwei anderen Facharztkompetenzen des Gebietes Innere Medizin,
- 6 Monate in der Notfallaufnahme,
- 6 Monate in der Intensivmedizin.[1]

Bei der Anmeldung zur Weiterbildungsprüfung müssen der zuständigen Ärztekammer sämtliche Nachweise über die erfüllten Mindestanforderungen vorgelegt werden. Dazu gehören auch die Logbuch-Dokumentationen über alle durch die MWBO vorgegebenen Inhalte der Weiterbildung. Zur Weiterbildungsprüfung muss man darlegen, dass man über die entsprechenden Kenntnisse, Erfahrungen und Fertigkeiten im Fach verfügt.
Die Inhalte der Facharzt-Weiterbildungen im Gebiet Innere Medizin / Facharzt/Fachärztin für Innere Medizin Hämatologe und Onkologe/Hämatologin und Onkologin sind in der Muster-Weiterbildungsordnung festgeschrieben.

## Inhalte der Weiterbildung
Zur Weiterbildungsprüfung muss dargelegt werden können, dass man Kenntnisse, Erfahrungen und Fertigkeiten unter anderem in folgenden Bereichen erlangt hat:

### Spezifische Inhalte der Facharzt-Weiterbildung Innere Medizin und Hämatologie und Onkologie
- Prävention, Differentialdiagnose, Therapieoptionen und Nachsorge der Erkrankungen des Blutes, der blutbildenden Organe und des lymphatischen Systems einschließlich der hämatologischen Neoplasien, der unterschiedlichen soliden Tumoren, humoraler und zellulärer Immundefekte, sowie der systemischen medikamentösen, insbesondere der chemotherapeutischen Behandlung maligner Erkrankungen, auch unter Berücksichtigung des höheren Lebensalters

- Epidemiologie, Screening, Prävention und Prognosebeurteilung maligner Erkrankungen
- Stadieneinteilung, Management, Therapiestrategien und Prognoseabschätzung hämatologischer Systemerkrankungen sowie solider Tumorerkrankungen
- Diagnostische Verfahren in der Hämatologie und Onkologie
- Therapeutische Verfahren in der Hämatologie und Onkologie
  - Therapie nicht-maligner hämatologischer Erkrankungen
  - Durchführung, Überwachung und Nachsorge von systemischer Tumortherapie bei soliden Tumorerkrankungen und hämatologischen Neoplasien unter Berücksichtigung des Allgemeinzustandes und der Komorbiditäten des Patienten, von Wirksamkeit und Sicherheit der Arzneimittel sowie von Nutzen und Zusatznutzen
  - Behandlung von Spätfolgen nach medikamentöser Tumortherapie
  - Behandlung des onkologischen Patienten im höheren Lebensalter
  - Spezielle palliativmedizinische Betreuung bei Patienten mit Systemerkrankungen und malignen Tumoren
  - Behandlung von hämatologischen und onkologischen Notfällen
- Gerinnungsstörungen - Diagnostik, Beratung und Therapie
- Supportivtherapie bei Tumorerkrankungen einschließlich antiemetischer Therapie, Ernährung und Diätetik
- Einleitung und Überwachung von Rehabilitationsmaßnahmen
- Infektionsprophylaxe und Behandlung von Infektionen.[1]

Die Inhalte der Musterweiterbildungsordnung sind allerdings nur eine Empfehlung für die rechtsverbindlichen Weiterbildungsordnungen der Landesärztekammern, die hiervon abweichende Regelungen treffen können.

## Zusatzweiterbildungen
Fachärzte für Innere Medizin und Hämatologie und Onkologie haben die Möglichkeit, sich durch Zusatz-Weiterbildung weiter zu qualifizieren. Dies betrifft die Zusatz-Weiterbildungen, 
- die von allen Fachärzten sowie von Ärzten ohne abgeschlossene Facharztweiterbildung erworben können und solche
- die Fachärzten der Gebiete der unmittelbaren Patientenversorgung vorbehalten sind.